# Ma Xiaowei

Ma Xiaowei (Januar 2020)

Ma Xiaowei (chinesisch 马晓伟, Pinyin Mǎ Xiǎowěi; * Dezember 1959 aus dem Landkreis Wutai in der Provinz Shanxi) ist ein chinesischer kommunistischer Politiker sowie Mediziner und seit 19. März 2018 Leiter der Nationalen Gesundheitskommission.
Er ist Präsident der Chinese Medical Association (中华医学会) und stellvertretender Vorsitzender der China Song Qingling Foundation.

## Werdegang
Ma trat im Oktober 1982 der Kommunistischen Partei Chinas bei. Von April 1978 bis Dezember 1982 studierte er an der Medizinischen Abteilung der Medizinischen Universität China. Nach seinem Abschluss war er Kader und Sekretär des Generalbüros des Gesundheitsministeriums sowie Vizepräsident der Medizinischen Universität China, Direktor des Gesundheitsministeriums der Provinz Liaoning und Sekretär der Parteigruppe. Im Oktober 2001 wurde er zum stellvertretenden Gesundheitsminister ernannt. Im April 2013 war er Vizeminister der Staatlichen Kommission für Gesundheitswesen und Familienplanung. Seit März 2018 ist er Behördenleiter im Rang eines Ministers und Parteisekretär des Nationalen Gesundheitskommission.
Ma hat während der COVID-19-Pandemie verschiedenen Maßnahmen zur Bekämpfung getroffen und die Kommunikation mit der Presse bezüglich der Epidemie übernommen.